# Jerca
Jerca je žensko osebno ime.

## Izvor imena
Ime Jerca je različica ženskega osebnega imena Jera.

## Pogostost imena
Po podatkih Statističnega urada Republike Slovenije je bilo na dan 31. decembra 2007 v Sloveniji število ženskih oseb z imenom Jerca: 259.

## Osebni praznik
Osebe z imenom Jerca lahko godujejo takrat kot osebe z imenom Jera.